# Sinfonía n.º 47 (Haydn)

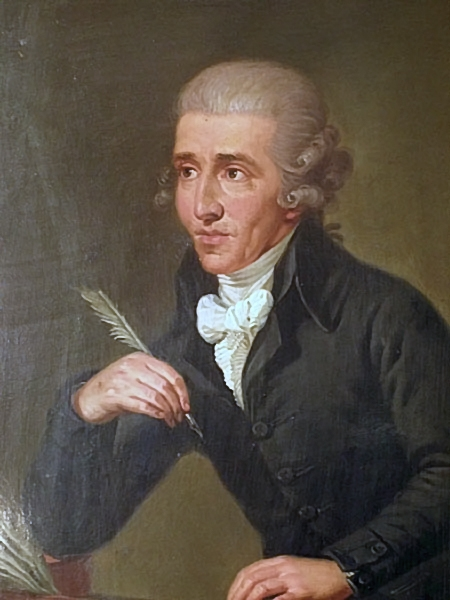
Haydn hacia 1770.

La Sinfonía n.º 47 en sol mayor, Hob. I:47, también conocida como Palíndromo o en alemán Palindrom, fue compuesta por Joseph Haydn probablemente en 1772, durante el periodo Sturm und Drang del compositor.

## Historia

### Composición
La producción sinfónica del maestro austríaco puede dividirse a grandes rasgos en tres bloques temporales: el primer bloque (1757-1761) se corresponde con su periodo al servicio del conde Carl von Morzin (n.º 1 - n.º 5); el segundo bloque en la corte Esterházy (1761-1790 pero con la última sinfonía para el público de Esterházy en 1781); y el tercer bloque (1782-1795) comprende las Sinfonías de París (n.º 82 - n.º 87) y las Sinfonías de Londres (n.º 93 - n.º 104). El 1 de mayo de 1761 el compositor firmó su contrato como vice-kapellmeister (más tarde kapellmeister) de la familia Esterházy, que nominalmente duró 48 años, hasta su muerte.
La composición de esta pieza se desarrolló probablemente en 1772. Se conserva el manuscrito autógrafo fechado en ese año. El sobrenombre de Palíndromo no proviene de Haydn y se debe a la estructura del tercer movimiento, llamado Minueto al roverso (Minueto al revés). Así pues, tanto en el minueto como en el trío la segunda parte es igual que la primera pero al revés.

### Publicación
La primera edición fue llevada a cabo por la editorial Sieber en 1774 en París. En esta edición la Sinfonía n.º 47 fue agrupada con las Sinfonías n.º 43 y n.º 52 y publicada como Op. 25. Según Hoboken, en 1784 fueron publicadas las partes de la sinfonía por Napier, hecho que apareció mencionado en el periódico The Morning Herald de enero de 1784.

## Instrumentación
La partitura está escrita para una orquesta formada por:
- Viento madera: 2 oboes y 1 fagot.
- Viento metal: 2 trompas.
- Cuerda: una sección de cuerdas con 2 violines, viola, violonchelo y contrabajo.
- Teclado: clavecín como bajo continuo.

En aquella época se solía emplear un fagot para amplificar la voz del bajo, incluso sin una notación separada. En cuanto a la participación del clavecín como bajo continuo en las sinfonías de Haydn existen diversas opiniones entre los estudiosos: James Webster se sitúa en contra; Hartmut Haenchen a favor; Jamie James en su artículo para The New York Times presenta diferentes posiciones por parte de Roy Goodman, Christopher Hogwood, H. C. Robbins Landon y James Webster. A partir de 2019 la mayor parte de las orquestas con instrumentos modernos no utiliza el clavecín como continuo. No obstante, existen grabaciones con clavecín en el bajo continuo realizadas por: Trevor Pinnock (Sturm und Drang Symphonies, Archiv, 1989-1990); Nikolaus Harnoncourt (n.º 6–8, Das Alte Werk, 1990); Sigiswald Kuijken (incluidas las Sinfonías de París y Londres; Virgin, 1988-1995); Roy Goodman (Ej. n.º 1-25, 70-78; Hyperion, 2002).

## Estructura y análisis
La sinfonía consta de cuatro movimientos:
- I. Allegro, en sol mayor 4
4
- II. Un poco adagio, cantabile, en re mayor 2
4
- III. Menuet al roverso – Trio al roverso, en sol mayor 3
4
- IV. Presto assai, en sol mayor 2
2

La interpretación de esta obra dura aproximadamente entre 29 y 25 minutos. A diferencia de las Sinfonías n.º 45 y n.º 46, la n.º 47 está escrita en una tonalidad "ordinaria" y presenta la habitual secuencia de cuatro movimientos discretos, sin asociaciones extramusicales manifiestas. Pero ello no quiere decir que no se encuentra a un alto nivel de composición.

### I.Allegro
El primer movimiento, Allegro, está escrito en la tonalidad de sol mayor, en compás de 4/4 y sigue la forma sonata. Se abre con un primer tema marcial no periódico. Consiste en un golpe de timbal y fanfarrias disonantes con notas repetidas en ritmos con puntillo interpretada por las trompas, a las que más tarde se unen los oboes. Las fanfarrias se alternan con motivos puntuados en los violines. Presenta un inusual uso del ritmo de marcha. Si bien este uso era raro para Haydn, aparece con frecuencia en las sinfonías de Mozart y en mucha de su otra música. Haydn marca los golpes de la marcha con las trompas, y luego los construye, capa a capa. El segundo tema contrasta por sus ritmos suaves y tresillos en los violines. El toque marcial se mantiene a lo largo del contrasujeto y la transición hasta que, en la dominante, cede el paso a un tema tranquilo y rumiante en tresillos, que conduce directamente a una breve codetta.
En el desarrollo el ritmo de marcha vuelve a tomar el relevo y se vuelve predominante hasta un grado amenazador. Se inicia con un pasaje modulante basado en el tema marcial en piano, que finalmente estalla en forte en combinación con los tresillos. Un pedal largo y disonante sobre el motivo marcial conduce a una repetición de todo el rumiante segundo tema, en cuya cadencia los tresillos se vuelven forte y conducen a la recapitulación.
En la recapitulación sobreviene una de las sorpresas más deslumbrantes de Haydn, de una manera que no se volverá a escuchar hasta Schubert. El tema marcial se reescribe en sol menor, que es la tónica inicial pero en modo menor. Esto emborrona la línea entre desarrollo y recapitulación, además de conferirle al tema un carácter aún más intimidatorio. La construcción es cada vez más disonante hasta que, como si nada inusual hubiera sucedido, conduce directamente al rumiante segundo tema del tresillo, más relajado, que restaura el modo mayor y establece una conclusión radiante. No obstante, el resto lo recapitula todo en un orden totalmente distinto. El primer tema es resuelto finalmente en la coda.

### II.Un poco adagio, cantabile
El segundo movimiento, Un poco adagio, cantabile, está en re mayor y en compás de 2/4. El movimiento lento constituye una notable combinación de variación y contrapunto. Se trata de un tema seguido de cuatro variaciones en contrapunto invertido y una coda. Las variaciones se basan en un antiguo tema de pedal de órgano. Haydn recurre aquí al fagot para doblar la línea de bajo, pero por lo demás no menciona el instrumento en esta sinfonía. Se estructura así:
- Tema: El tema está escrito en doble contrapunto a la octava y está construido de tal manera que ambas líneas melódicas podrían invertirse. Su estructura responde a la forma ternaria A B A'. La sección A es un período completo antecedente-consecuente, compuesto por frases de cinco compases; está escrito para cuerdas solas en contrapunto invertible a dos voces. La sección B, de textura más rica, comprende una frase de cuatro compases más una extensión de seis; los vientos se unen a ella, con magníficos colores tonales. La sección A', de nuevo para cuerdas solas, repite la primera sección con las dos voces invertidas.
- Variación I: En las tres primeras variaciones cada vez que se emplea el tema ternario (A B A'), los vientos sólo aparecen en la sección central (B) que es enmarcada por la cuerda con sordina en las secciones exteriores (A y A'). En la segunda sección exterior (A') el tema a dos voces se invierte. Las tres primeras variaciones son completas según el principio del "doble". Esto quiere decir que pasa a notas más rápidas en cada variación sucesiva. Los ritmos superficiales se aceleran de corcheas a semicorcheas en esta variación.
- Variación II: Los ritmos se aceleran a tresillos de semicorcheas.
- Variación III: Los ritmos se aceleran a fusas.
- Variación IV: La cuarta variación abandona este patrón de aceleración y sirve de recapitulación. Los vientos participan desde el principio, con más belleza que nunca, y concluye con una cadencia rota.
- Coda: Se cierra con una extensa coda en la que el tema se va extinguiendo lentamente y pianissimo.

### III.Menuet al roverso – Trio al roverso
El tercer movimiento, Menuet al roverso – Trio al roverso, está en sol mayor y el compás es 3/4. Este movimiento es para Stevenson el epítome de la inversión y del cual proviene el sobrenombre Palíndromo asignado a esta sinfonía. Cada sección, minueto y trío, se compone de un solo período de música escrita. En ambos casos los músicos interpretan dos veces hasta la doble barra de compás y la segunda parte se obtiene interpretando dos veces la primera parte en lectura especular, es decir, al revés. A diferencia de un "canon de cangrejo", en el que abundan las ingenuidades contrapuntísticas o las complejidades de textura, esta música es homofónica por completo; nada puede distraernos de la proeza del maestro austríaco a la hora de componer armonías y ritmos que tienen sentido en ambas "direcciones". Haydn consigue, mediante un uso muy astuto de los acentos y la orquestación, que el oyente medio se dé cuenta de que la música se está interpretando al revés. La clave está en prestar atención a la dinámica y a la articulación, que se perciben con mayor claridad en los instrumentos históricos que en los modernos.

### IV.Presto assai
El cuarto y último movimiento, Presto assai, retoma la tonalidad inicial y el compás es alla breve. El Finale cuenta con momentos de extraordinaria audacia armónica, en los que se emplean algunas disonancias agudas y efectos melódicos "balcánicos". Presto assai es en apariencia la indicación de tempo más rápida que Haydn haya anotado nunca, si bien queda compensada por el ritmo armónico relativamente lento. Arranca sin aliento, piano y fuera de tónica; no se escucha ningún forte que contraste de forma significativa hasta un terrible arrebato en la dominante, que pronto se convierte en la menor. El segundo tema propiamente dicho repite el tema principal, para desembocar en una breve codetta a contratiempo. Al principio del desarrollo Haydn demuestra una vez más que puede desbaratar cualquier expectativa. Pero pronto aparece el tema principal en la subdominante y lleva, mediante una secuencia forte/piano, al pasaje del "arrebato" en mi menor, que incluye algunas espeluznantes disonancias de la trompa. La recapitulación es más o menos regular (nótese la transformación humorística de un extraño pasaje aumentado en forte), hasta que la codetta conduce a un álgido clímax final.

## Recepción de la obra
Esta sinfonía era una de las favoritas de Mozart, quien parece haber apreciado especialmente la gran proeza compositiva que se muestra en el movimiento del minueto y trío. Según Mark Evan Bonds, "el movimiento más extraordinario de esta época es por supuesto el 'Minuet al rovescio' de la sinfonía n.º 47 en sol mayor (1772), más tarde vuelto a emplear en la Sonata n.º 41 en la mayor Hob. XVI:26 (1773). Aquí Haydn escribe solo una repetición de una forma de dos repeticiones y el compositor debe tocar la música 'al revés' la segunda vez".